# 川井博之
川井 博之（かわい ひろゆき、1971年12月28日 - ）は、日本の元俳優。本名同じ。
滋賀県出身。滋賀県立草津高等学校卒業。オスカープロモーションに所属していた。

## 来歴・人物
高校卒業後、フリーターをしながらロックバンド活動をしていたが、1992年に「第1回ミスター日本コンテスト」にてグランプリを受賞。準グランプリの金井茂、岸本祐二とのユニット『世紀末御三家』として芸能界デビューした。
『引っ越せますか』『もうひとつのJリーグ』などのテレビドラマへの出演を経て、1996年『七星闘神ガイファード』に風間剛 / ガイファード役で主演。また、1994年には『Midnght True』でCDデビューも果たしている。
『ガイファード』終了後もオリジナルビデオ作品に出演するなどしていたが、その後体調を崩して引退。
コンゴの難民問題に関心を持ち、UNHCRの難民支援活動を応援している。
趣味は、モータースポーツ、音楽鑑賞。特技は、歌唱、技闘、殺陣。

## 出演

### テレビドラマ
- 引っ越せますか（1993年、NTV） - 矢部圭太
- もうひとつのJリーグ（1993年、NTV） - 山崎健吾
- 横浜心中 第3 - 4話（1994年、NTV） - 蒲原明彦
- 妊娠ですよ スペシャル（1995年、CX）
- 土曜ワイド / 家政婦は見た!14 憧れの大女優、私生活の派手な秘密（1995年、ANB）
- 七星闘神ガイファード（1996年、TX） - 主演・風間剛 / ガイファード
- 月曜ドラマスペシャル / 丹後殺人迷路（1997年、TBS）
- エコエコアザラク 第24 - 26話（1997年、TX） - リョウ
- せつない〜TOKYO HEART BREAK〜 第13話（1998年、ANB）
- 恋の神様 第7話（2000年、TBS）

### 映画
- 麗霆゛子（1994年、パル企画） - 黒川進
- 無頼平野（1995年、ビターズ・エンド） - ジャック

### オリジナルビデオ
- ツッパリ・ハイ・スクール2 校外乱闘篇（1994年、ケイエスエス）
- ばっくれ（1995年、SEIYO INTERNATIONAL VIDEO）
- スワッピングスクール（1996年、ピンクパイナップル） - 主演
- 今日から俺は!! 嵐を呼ぶ十七才（1997年） - 高崎秀一
- 湘南爆走族 帰ってきた伝説の5人（1997年、徳間ジャパンコミュニケーションズ） - 主演・江口洋助
- LAST BRONX 東京番外地（1997年、東映ビデオ） - 主演・工藤優作
- トマト白書2 離れられないの…（1998年、ケイエスエス）

## 音楽
シングル
- Midnight True（1994年、VAPレコード）